# Campo Morado, Morelos
Campo Morado är en ort i Mexiko.   Den ligger i kommunen Jiutepec och delstaten Morelos, i den sydöstra delen av landet, 60 km söder om huvudstaden Mexico City. Campo Morado ligger 1 400 meter över havet och antalet invånare är 334.
Terrängen runt Campo Morado är kuperad. Runt Campo Morado är det mycket tätbefolkat, med 1 361 invånare per kvadratkilometer. Närmaste större samhälle är Cuernavaca, 9,9 km väster om Campo Morado. Omgivningarna runt Campo Morado är en mosaik av jordbruksmark och naturlig växtlighet.